# 1re étape du Tour de France 1994
Pour un article plus général, voir Tour de France 1994.
La 1re étape du Tour de France 1994 a lieu le 3 juillet 1994 entre les villes de Lille et d'Armentières sur une distance de 234 km. Elle est remportée par Djamolidine Abdoujaparov à l'issue d'un sprint massif marquée par une violente chute collective, provoquée par Wilfried Nelissen, et qui conduit notamment à l'abandon de Laurent Jalabert.

## Parcours
Cette étape est tracée dans le département du Nord : partant de Lille, où a eu lieu le prologue la veille, le tracé mène les coureurs dans la direction du sud-est, jusqu'à Avesnes-sur-Helpe. Ceux-ci font alors demi-tour, jusqu'à rejoindre Armentières, au nord de la métropole lilloise. Trois sprints intermédiaires, à Raismes, Aniche et Radinghem-en-Weppes sont proposés aux coureurs, ainsi que deux difficultés répertoriées au Grand prix de la montagne, toutes deux classées en 4e catégorie, à Avesnes-sur-Helpe et à Mons-en-Pévèle.

## La course
Le début d'étape n'est animé que par les deux premiers sprints intermédiaires, remportés tous deux par Djamolidine Abdoujaparov, et il faut attendre le 166e kilomètre pour qu'une échappée de trois coureurs se forme, composée de Rob Mulders, Herman Frison et Jean-Paul van Poppel. En passant en tête de la côte de Mons-en-Pévèle, ce dernier s'assure de porter le premier maillot à pois de cette édition du Tour de France. L'échappée est reprise par le peloton à neuf kilomètres du but, sous l'impulsion de l'équipe Novemail-Histor. Cette dernière emmène son sprinteur Wilfried Nelissen, qui à l'arrivée à  Armentières dispute la victoire à Abdoujaparov. Menant son sprint dans son style caractéristique, tête baissée le long des balustrades, Nelissen vient percuter un policier légèrement avancé pour prendre une photo,, provoquant une chute spectaculaire qui met également à terre Laurent Jalabert, Alexander Gontchenkov, Fabiano Fontanelli et Johan Capiot. Gravement blessés, Nelissen, Jalabert et Gontchenkov doivent être hospitalisés et sont contraints à l'abandon. Ayant lancé son sprint au milieu de la chaussée, Abdoujaparov remporte l'étape devant Olaf Ludwig. Christopher Boardman conserve la tête du classement général.

## Classement de l'étape
| Classement de la 1re étape | Classement de la 1re étape | Classement de la 1re étape | Classement de la 1re étape | Classement de la 1re étape |
|                            | Coureur                    | Pays                       | Équipe                     | Temps                      |
| -------------------------- | -------------------------- | -------------------------- | -------------------------- | -------------------------- |
| 1er                        | Djamolidine Abdoujaparov   | Ouzbékistan                | Polti-Vaporetto            | en 5 h 46 min 16 s         |
| 2e                         | Olaf Ludwig                | Allemagne                  | Telekom-Merckx             | m.t.                       |
| 3e                         | Johan Museeuw              | Belgique                   | GB-MG Boys Maglificio      | m.t.                       |
| 4e                         | Silvio Martinello          | Italie                     | Mercatone Uno-Medeghini    | m.t.                       |
| 5e                         | Andreï Tchmil              | Moldavie                   | Lotto-Caloi                | m.t.                       |
| 6e                         | Ján Svorada                | Slovaquie                  | Lampre-Panaria             | m.t.                       |
| 7e                         | Giovanni Fidanza           | Italie                     | Polti-Vaporetto            | m.t.                       |
| 8e                         | Emmanuel Magnien           | France                     | Castorama                  | m.t.                       |
| 9e                         | Miguel Indurain            | Espagne                    | Banesto                    | m.t.                       |
| 10e                        | Gianluca Bortolami         | Italie                     | Mapei-CLAS                 | m.t.                       |
| modifier                   |                            |                            |                            |                            |

## Classement général
| Classement général après la 1re étape | Classement général après la 1re étape | Classement général après la 1re étape | Classement général après la 1re étape | Classement général après la 1re étape |
|                                       | Coureur                               | Pays                                  | Équipe                                | Temps                                 |
| ------------------------------------- | ------------------------------------- | ------------------------------------- | ------------------------------------- | ------------------------------------- |
| 1er                                   | Christopher Boardman                  | Royaume-Uni                           | GAN                                   | en 5 h 54 min 5 s                     |
| 2e                                    | Miguel Indurain                       | Espagne                               | Banesto                               | + 15 s                                |
| 3e                                    | Tony Rominger                         | Suisse                                | Mapei-CLAS                            | + 19 s                                |
| 4e                                    | Alex Zülle                            | Suisse                                | ONCE                                  | + 22 s                                |
| 5e                                    | Johan Museeuw                         | Belgique                              | GB-MG Boys Maglificio                 | + 23 s                                |
| 6e                                    | Armand de Las Cuevas                  | France                                | Castorama                             | + 24 s                                |
| 7e                                    | Djamolidine Abdoujaparov              | Ouzbékistan                           | Polti-Vaporetto                       | + 27 s                                |
| 8e                                    | Thierry Marie                         | France                                | Castorama                             | + 29 s                                |
| 9e                                    | Eddy Seigneur                         | France                                | GAN                                   | + 30 s                                |
| 10e                                   | Olaf Ludwig                           | Allemagne                             | Telekom-Merckx                        | + 32 s                                |
| modifier                              |                                       |                                       |                                       |                                       |

## Classements annexes

### Classement par points
| Classement par points | Classement par points    | Classement par points | Classement par points | Classement par points |
| --------------------- | ------------------------ | --------------------- | --------------------- | --------------------- |
|                       | Coureur                  | Pays                  | Équipe                | Point(s)              |
| 1er                   | Djamolidine Abdoujaparov | Ouzbékistan           | Polti-Vaporetto       | 47 points             |
| 2e                    | Olaf Ludwig              | Allemagne             | Telekom-Merckx        | 30 pts                |
| 3e                    | Miguel Indurain          | Espagne               | Banesto               | 29 pts                |
| modifier              |                          |                       |                       |                       |

### Classement du meilleur grimpeur
| Classement du meilleur grimpeur | Classement du meilleur grimpeur | Classement du meilleur grimpeur | Classement du meilleur grimpeur | Classement du meilleur grimpeur |
| ------------------------------- | ------------------------------- | ------------------------------- | ------------------------------- | ------------------------------- |
|                                 | Coureur                         | Pays                            | Équipe                          | Point(s)                        |
| 1er                             | Jean-Paul van Poppel            | Pays-Bas                        | Festina-Lotus                   | 5 points                        |
| 2e                              | Peter De Clercq                 | Belgique                        | Lotto-Caloi                     | 5 pts                           |
| 3e                              | Erik Zabel                      | Allemagne                       | Telekom-Merckx                  | 3 pts                           |
| modifier                        |                                 |                                 |                                 |                                 |

### Classement du meilleur jeune
| Classement général du meilleur jeune | Classement général du meilleur jeune | Classement général du meilleur jeune | Classement général du meilleur jeune | Classement général du meilleur jeune |
|                                      | Coureur                              | Pays                                 | Équipe                               | Temps                                |
| ------------------------------------ | ------------------------------------ | ------------------------------------ | ------------------------------------ | ------------------------------------ |
| 1er                                  | Eddy Seigneur                        | France                               | GAN                                  | en 5 h 54 min 35 s                   |
| 2e                                   | Andrea Peron                         | Italie                               | Polti-Vaporetto                      | + 4 s                                |
| 3e                                   | Abraham Olano                        | Espagne                              | Mapei-CLAS                           | + 7 s                                |
| modifier                             |                                      |                                      |                                      |                                      |

### Classement par équipes
| Classement par équipes | Classement par équipes | Classement par équipes | Classement par équipes |
|                        | Équipe                 | Pays                   | Temps                  |
| ---------------------- | ---------------------- | ---------------------- | ---------------------- |
| 1re                    | GAN                    | France                 | en 17 h 43 min 26 s    |
| 2e                     | Castorama              | France                 | + 17 s                 |
| 3e                     | Mapei-CLAS             | Italie                 | + 25 s                 |
| modifier               |                        |                        |                        |